# Uitfasering (software)
Uitfasering (Engels: deprecation) verwijst in computerprogramma's en in HTML naar bepaalde mogelijkheden (functionaliteit) in software of scripttaal die op termijn verwijderd kunnen worden en dus vermeden moeten worden.
Onder andere Apple maakt veel gebruik van de termen 'deprecation' in zijn software voor ontwikkelaars (in de zin van programmeurs) om aan te geven dat ze niet langer gebruik moeten maken van bepaalde functionaliteit.
Redenen voor uitfasering kunnen zijn:
- De originele ontwikkelaar heeft inmiddels nieuwe mogelijkheden ontwikkeld, die meer omvatten of beter werken. Hij voert de term 'uitfasering' in om verwarring met de nieuwe mogelijkheden te voorkomen.
- De originele ontwikkelaar is uiteindelijk niet tevreden met de structuur van zijn programma. Als dit radicaal veranderd moet worden, kiest men soms liever voor een nieuwe functionaliteit die de oude vervangt (waarbij de oude uitgefaseerd wordt) dan het aanpassen van de huidige.
- De originele ontwikkelaar stopt de ontwikkeling van de functionaliteit.